# Colegio Mayor Universitario Siao Sin
El Colegio Mayor Universitario Siao Sin (Estrella Matutina) e Instituto de Sinología es un edificio proyectado por el arquitecto Juan de Haro Piñar, situado en la Ciudad Universitaria de Madrid que actualmente se utiliza por la UNED (España) y que se conoce, popularmente como "el chino". 

## Historia
El edificio se construyó para Colegio Mayor Universitario Siao Sin, para la Universidad Complutense de Madrid, como residencia para 200 estudiantes de los cuales 150 de la República de China/Taiwán, que era el gobierno con el que España tuvo relación hasta 1973 y el resto de España. El edificio fue proyectado en el año 1969 por el arquitecto Juan de Haro Piñar y la construcción finalizó en 1970. Está ubicado en un terreno de fuerte pendiente y tiene accesos a dos niveles, uno por la carretera de El Pardo y otro por la calle Senda del Rey s/n.
Cuenta con ocho plantas dispuestas como un prisma vertical que contiene las habitaciones (5 plantas con 40 habitaciones por planta), articulado sobre unos prismas inferiores con los servicios colectivos. Composición volumétrico-funcional similar a la de residencias universitarias de Le Corbusier en París.
Destacar la expresividad constructiva y estructural característica de muchas obras de Juan de Haro Piñar. En este edificio se utilizan unas jácenas en la cubierta con forma de U con función estructural y como canalones de desagüe, y la estructura de hormigón vista. Las referencias a la Arquitectura brutalista y al Movimiento metabolista tanto en la configuración de los elementos constructivos como en el tratamiento de los materiales encuadran este edificio en dos de las corrientes vanguardistas del momento en que fue proyectado.
En el edificio se han realizado obras para adecuarlo al nuevo uso, facultad de humanidades de la Universidad Nacional de Educación a Distancia (UNED) que han mantenido la imagen formal original característica.